# Пасхальное дерево
Пасхальное дерево (нем. Ostereierbaum) — немецкая пасхальная традиция украшать деревья, кусты пасхальными яйцами или игрушками в виде пасхальных яиц. Знаменитым примером является пасхальное дерево в Зальфельде, Тюрингия (Saalfelder Ostereierbaum).

## История
Германская традиция украшать к Пасхе ветви деревьев и кустарников яйцами имеет давнюю историю, но сведения о её происхождении утрачены. Яйцо — древний символ жизни во всем мире. Яйца вешают как на ветвях деревьев и кустов на улице, так и дома на срезанных ветках. Эта традиция встречается в основном в Германии и Австрии, а также на территориях, бывших под культурным влиянием Германии, таких как Украина, Польша, Чехия, Венгрия, Моравия, и у пенсильванских немцев в США. Пасхальные деревья также иногда украшают в Майский день, Рождество, Троицу и летнее солнцестояние.
Кроме того в немецкие пасхальные традиции входят: пасхальный источник (нем. Osterbrunnen), пасхальный заяц (нем. Osterhasen), пасхальный костёр (нем. Osterfeuer).

## Пасхальное дерево в Зальфельде
Знаменитым примером пасхального дерева является Saalfelder Ostereierbaum, яблоня в саду Фолькера Крафта в Зальфельде, Тюрингия. Крафт вместе со своей семьей украшают дерево с 1965 года, начав с 18 пластиковых яиц и увеличивая это количество год за годом. Это было детской мечтой Фолькера Крафта, с тех пор как он по дороге в школу в 1945 году увидел первое пасхальное дерево, сиреневый куст. К 1994 году Крафт развешивал на дерево около 350 яиц. По мере роста дерева, на украшение уходило все больше яиц. Крафты сохраняли скорлупу почти всех яиц, которые использовали дома, и повторно использовали яйца каждый год.
С 1994 по 2009 годы Крафты вешали на яблоню около 700 новых пасхальных яиц, но из-за ураганов и вандализма ежегодный прирост составлял 590 яиц. В 2012 году на пасхальном дереве было уже более 10 000 яиц, после чего Крафт решил больше не добавлять яиц. Однако пасхальное дерево в Зальфельде не рекордсмен по количеству развешанных яиц. Эта честь принадлежит Ростокскому зоопарку, который в апреле 2007 года украсил красный дуб 79 596 раскрашенными пустыми яйцами, что позволило ему войти в Книгу рекордов Гиннеса .
В 1995 году вблизи яблони построили учебный центр ver.di, что привлекло больше посетителей и национальную славу пасхальному дереву Крафта. С 2003 года газеты из Нидерландов, Кувейта, Австрии, Испании, Австралии, Таиланда, США и Южной Африки начали публиковать сообщения об этом дереве. С тех пор к дереву начали приходить толпы посетителей. Вход был бесплатный, но подсчет в 2011 году показал число около 8000 посетителей.

### Украшение
В зависимости от погоды и даты Пасхи, семья Крафт начинает развешивать яйца на дереве с конца февраля до конца марта, примерно за четыре недели до Пасхи. В 2009 году им на украшение дерева потребовалось девять дней; в работе участвовали члены семьи, особенно Фолькер Крафт, его жена Криста и дочь Габриэла Румрич. Чтобы добраться до вершины дерева они используют лестницу, яйца размещают от ствола к внешней части кроны, и двигаются сверху вниз. Яйца убирают до того, как вырастут листья, чтобы предотвратить повреждение дерева.

### Яйца
Все яйца для украшения пустые, используется только скорлупа, а содержимое выдувается через отверстие. Одни яйца покрываются простыми разноцветными узорами аэрозольными красками, другие расписывают местными городскими мотивами, например, городские ворота или дом-музей, а также всемирно известными зданиями. Многие яйца покрыты вязаной тканью и защищены от погодных условий. Каждый год используются новые темы. Некоторые яйца для украшения яйца перфорируются, с помощью глины им придается различная форма (лягушки, черепахи, ежи, воздушные шары).
Иногда посетители приносят свои яйца, чтобы их разместили на дереве, яйца даже привозят из других стран. Особенно примечательные яйца выставляются в защищенной витрине.

### Закрытие в 2015 году и наследие
В 2015 году пасхальное дерево украшали в последний раз, на официальном сайте было размещено объявление: «Сад будет навсегда закрыт с 07.04.2015».
На начало 2016 года большую часть яиц передали местной организации, которая планирует украшать в Зальфельде другое дерево, растущее в парке Schlosspark. Однако семьи Крафт и Румрич больше не будут участвовать в этом.